# Arild Andersen

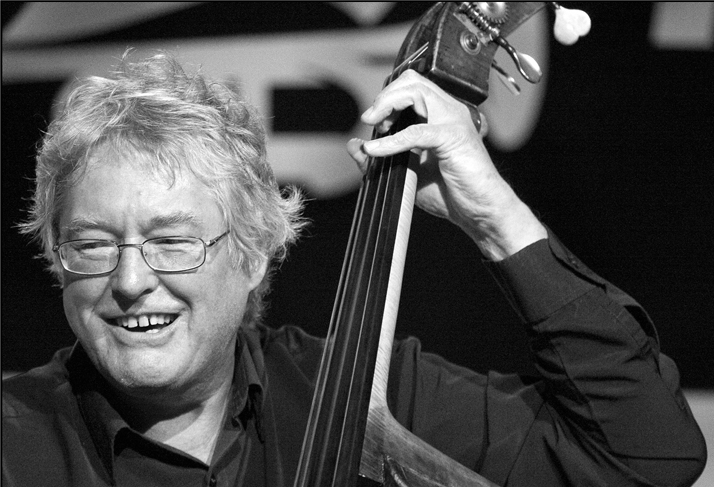
Arild Andersen, North Sea Jazz Festival, Rotterdam, 2007

Arild Andersen (* 27. Oktober 1945 in Strømmen) ist ein norwegischer Jazz-Bassist und Komponist.

## Leben und Wirken
Anderson studierte Bass bei George Russell, mit dem er in den 1960er und 1970er Jahren auch auftrat, und bei Karel Netolicka. In den 1960er Jahren trat er in Norwegen auf, 1968 bei den Berliner Jazztagen zum ersten Mal im Ausland. Von 1967 bis 1973 war er Mitglied des Jan Garbarek Quartetts. Daneben arbeitete er mit Phil Woods, Dexter Gordon, Hampton Hawes, Johnny Griffin, Sonny Rollins, Karin Krog, Sam Rivers, Paul Bley und Chick Corea.
Zwischen 1972 und 1974 hielt er sich mehrfach in New York City auf, wo er mit dem Stan Getz Quartet, dem Sam Rivers Trio, Sheila Jordan, Steve Kuhn, Joe Farrell, David Friedman, Barry Altschul und Paul Bley auftrat.
1974 gründete er ein eigenes Quartett, mit dem er vier Alben aufnahm und Tourneen durch Europa unternahm, und war mit Radka Toneff in einer weiteren Band aktiv. 1980 gründete er mit Kenny Wheeler, Paul Motian und Steve Dobrogosz eine Band, 1981 eine weitere mit Alphonse Mouzon, Bill Frisell und John Taylor, der zeitweise auch der Gitarrist John Abercrombie angehörte. 1982 folgte The Arild Andersen Quintet mit Jon Christensen, Jon Balke, Tore Brunborg und Nils Petter Molvær, aus dem die kollaborative Band Masqualero hervorging. Mit dieser unternahm er Tourneen durch die USA, Kanada und Europa und gewann dreimal den norwegischen Grammy (Spellemannprisen).
In der Zusammenarbeit mit der Folk-Sängerin Kirsten Bråten Berg ab 1988 begann er, Jazz mit Elementen der norwegischen Volksmusik zu verbinden. Das herausragende Ergebnis dieser Arbeit war das Werk Sagn, das auch großen internationalen Erfolg hatte. 1994 komponierte er die Musik zur Bühnenfassung der Trilogie Kristin Lavransdatter von Sigrid Undset.
1998 formierte er mit Markus Stockhausen und Patrice Héral die Formation Jazz im Trio MAP, in der zeitweise Terje Rypdal und Ferenc Snétberger als Gäste mitwirkten. 2002 komponierte er drei Stücke für Jazztrio und Sinfonieorchester, die vom Jazz im Trio MAP und den Bergischen Sinfonikern uraufgeführt wurden. Seit 2002 arbeitet er auch mit dem dänischen Pianisten Carsten Dahl zusammen.
Bereits 1969 erhielt er den Buddyprisen.

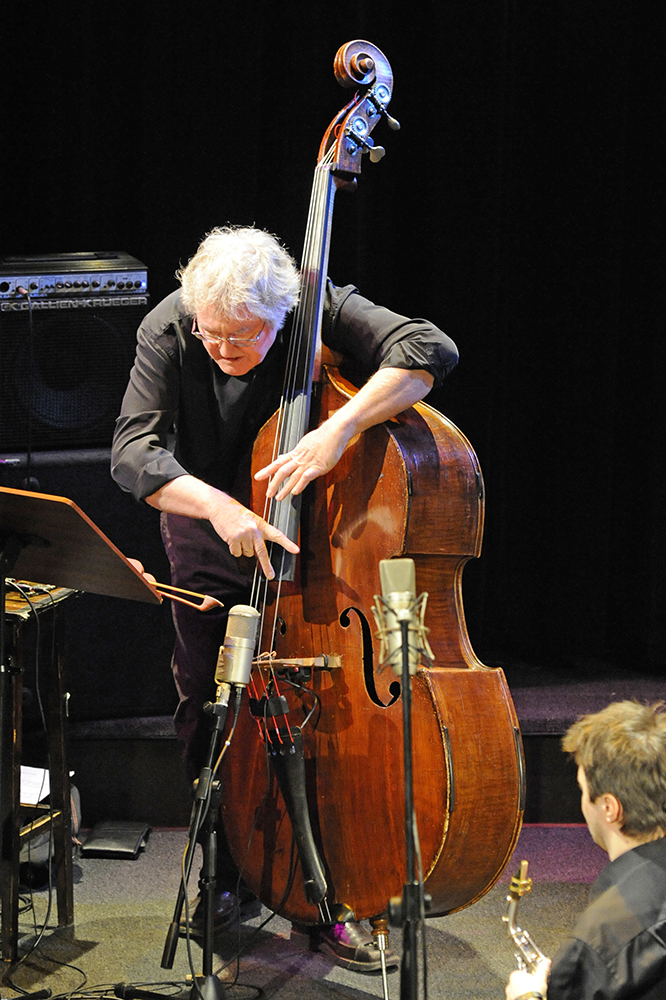
Arild Andersen 2011

## Diskografie (Auswahl)
- Don Cherry: Eternal Rhythm (MPS 1968)
- Jan Garbarek: Afric Pepperbird (ECM 1970)
- Jan Garbarek: Sart (ECM 1971)
- Terje Rypdal Terje Rypdal (ECM 1971)
- Jan Garbarek / Arild Andersen / Edward Vesala: Triptykon (ECM 1972)
- Clouds in My Head mit Pål Thowsen, Jon Balke und Knut Risnæs (ECM 1975)
- Shimri mit Pål Thowsen, Lars Janson und Juhani Aaltonen, 1976
- Green Shading into Blue, 1978
- Lifelines mit Kenny Wheeler, Steve Dobrogosz und Paul Motian, 1980
- Molde Concert mit Bill Frisell, John Taylor und Alphonse Mouzon, 1982
- Masqalero: Masqualero, mit Andersen, Jon Christensen, Jon Balke, Tore Brunborg und Nils Petter Molvær, (Odin Records, 1983)
- Masqalero: Bande à part, mit Andersen, Nils Petter Molvær, Tore Brunborg, Jon Balke und Jon Christensen, (ECM Records, 1986)
- Masqalero: Aero, mit Andersen, Jon Christensen, Tore Brunborg, Nils Petter Molvær und Frode Alnæs, (ECM Records, 1988)
- Masqalero: Re-Enter, mit Andersen, Jon Christensen, Tore Brunborg, und Nils Petter Molvær, (ECM Records, 1991)
- Sagn mit Kirsten Bråten Berg, Naná Vasconcelos, Frode Alnæs, Bendik Hofseth und Bugge Wesseltoft, 1991
- If You Look Far Enough mit Ralph Towner, Naná Vasconcelos und Audun Kleive, 1993
- Arv mit Eivind Aarset und Kirsten Bråten Berg (1994)
- Kristin Lavransdatter mit Tore Brunborg, Reidar Skår und Paolo Vinaccia, Streichquartett und Chor, 1995
- Hyperborean mit Bendik Hofseth, Tore Brunborg, Kenneth Knudsen, Paolo Vinaccia und dem Cikada Streichquartett, (ECM Records, 1997)
- Arild Andersen, Frode Alnæs, Stian Carstensen: Sommerbrisen (Kirkelig Kulturverkstet 1998)
- Markus Stockhausen, Arild Andersen, Patrice Héral, Terje Rypdal: Karta (ECM 2000)[3]
- Dahl / Andersen / Heral: The Sign (Stunt Records 2002)
- The Triangle mit Vassilis Tsabropoulos und John Marshall (ECM 2003)
- Carsten Dahl, Arild Andersen, Patrice Héral: Moonwater (Stunt Records 2004)
- Electra mit Arve Henriksen, Eivind Aarset, Paolo Vinaccia, Patrice Héral, Nils Petter Molvær, Savina Yannatou, Chrysanthi Douzi, Elly-Marina Casdas und Fotini-Niki Grammenou (ECM 2005)[4]
- Markus Stockhausen, Vladislav Sendecki, Arild Andersen, Patrice Héral: Electric Treasures (Aktivraum) 2008
- Georg Wadenius / Arild Andersen / Jan Lundgren: Jul på Svenska (Content 2009)
- Mira, mit Tommy Smith, Paolo Vinaccia (ECM 2014)
- The Rose Window. Live at Theater Gütersloh, mit Helge Lien, Gard Nilssen (Intuition 2016)
- Markus Stockhausen, Vangelis Katsoulis & Arild Andersen: Across Mountains (O-Tone 2022)
- Affirmation, mit Marius Neset, Helge Lien, Håkon Mjåset Johansen, (ECM Records, 2022)[5]
- Landloper (ECM 2024; Preis der deutschen Schallplattenkritik Bestenliste 1/2025)[6]